# Sphaerodactylus gaigeae
Sphaerodactylus gaigeae är en ödleart som beskrevs av  Grant 1932. Sphaerodactylus gaigeae ingår i släktet Sphaerodactylus och familjen geckoödlor. Inga underarter finns listade i Catalogue of Life.